# Marinduque

Wyspa i prowincja Marinduque

Marinduque – wyspa i prowincja na Filipinach w regionie MIMAROPA. Jest położona pomiędzy zatoką Tayabas na północy i morzem Sibuyan na południu. Na zachód od południowo-zachodniego wybrzeża Luzon (prowincja Quezon), na wschodzie od wyspy Mindoro i na północ od wyspy Romblon.
Jest to wulkaniczna wyspa o górzystej powierzchni z najwyższym szczytem 1157 m n.p.m. Klimat podzwrotnikowy, wilgotny. Podstawą przemysłu jest rolnictwo i górnictwo. Uprawia się przede wszystkim palmę kokosową i ryż. Eksploatuje się złoto, srebro i rudy żelaza. Na wybrzeżach rozwinięte rybołówstwo i hodowla bydła.
Tworzy prowincję Marinduque wraz z przyległymi wysepkami. Powierzchnia: 952,6 km². Liczba ludności: 227 828 mieszkańców (2010). Gęstość zaludnienia wynosi 239,2 mieszk./km². Stolicą prowincji jest Boac.

## Galeria
Postaci Moriones inspirowane biblijnymi rzymskimi żołnierzami. Festiwal Moriones odbywa się co roku podczas Wielkiego Tygodnia na Marinduque.

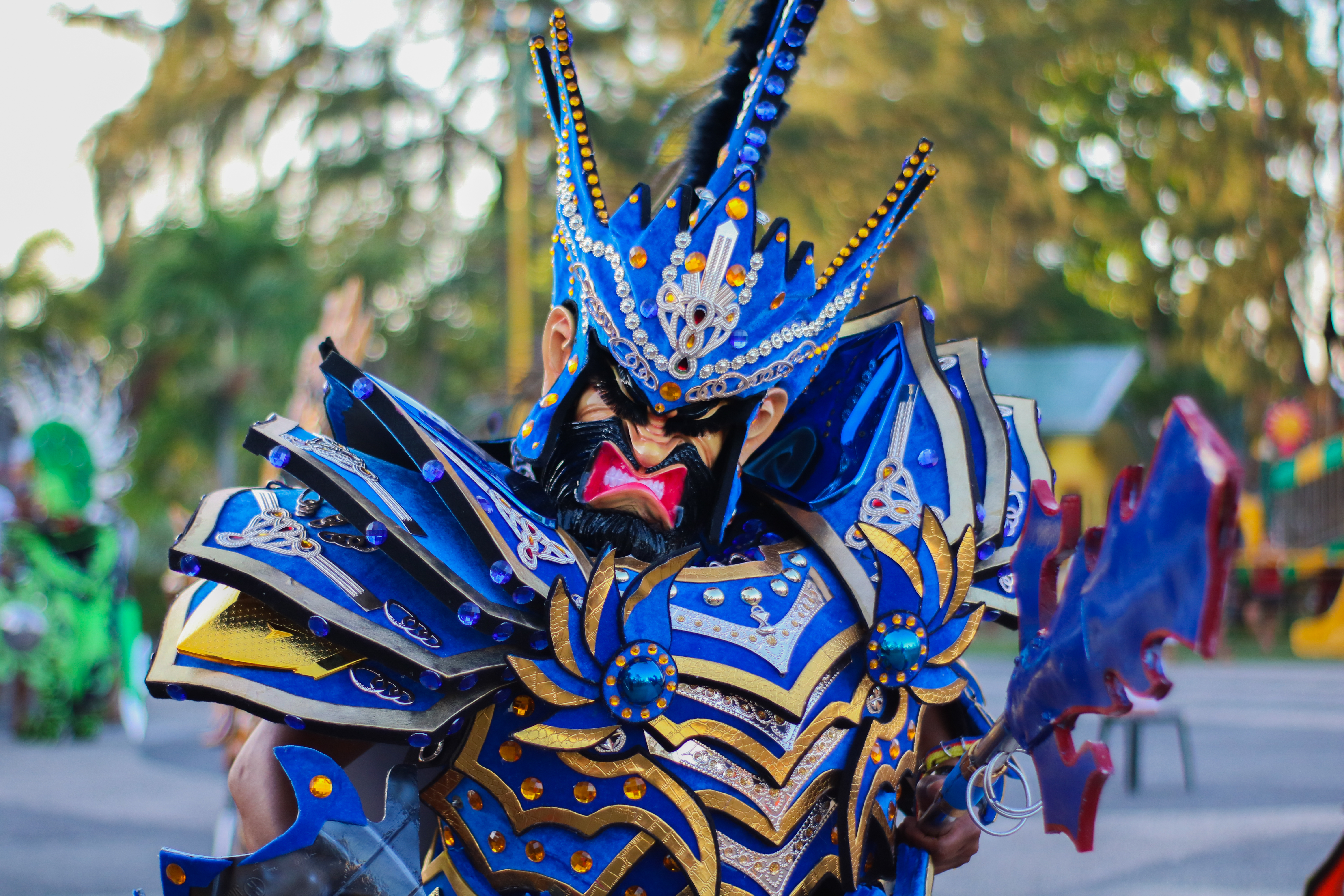
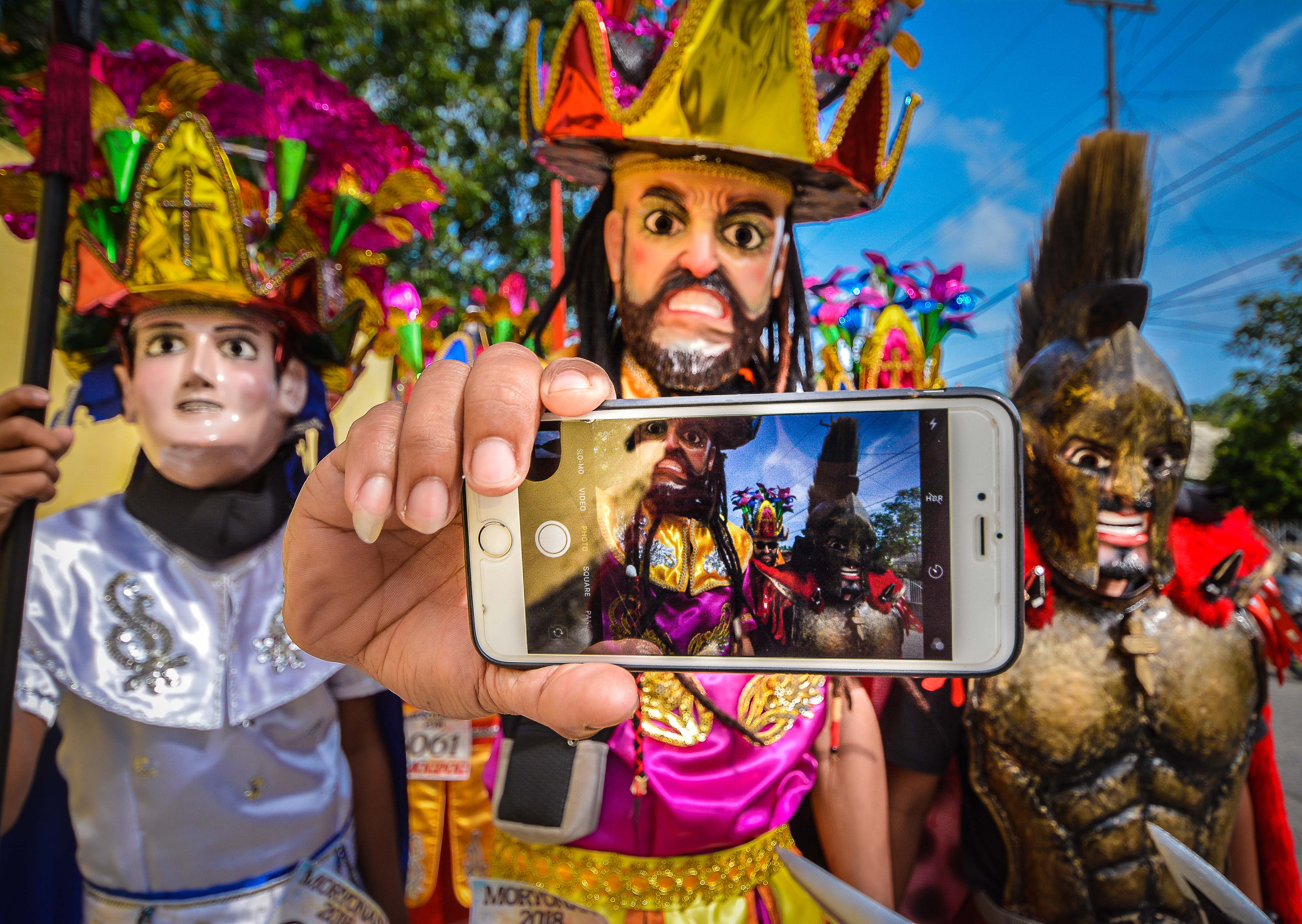
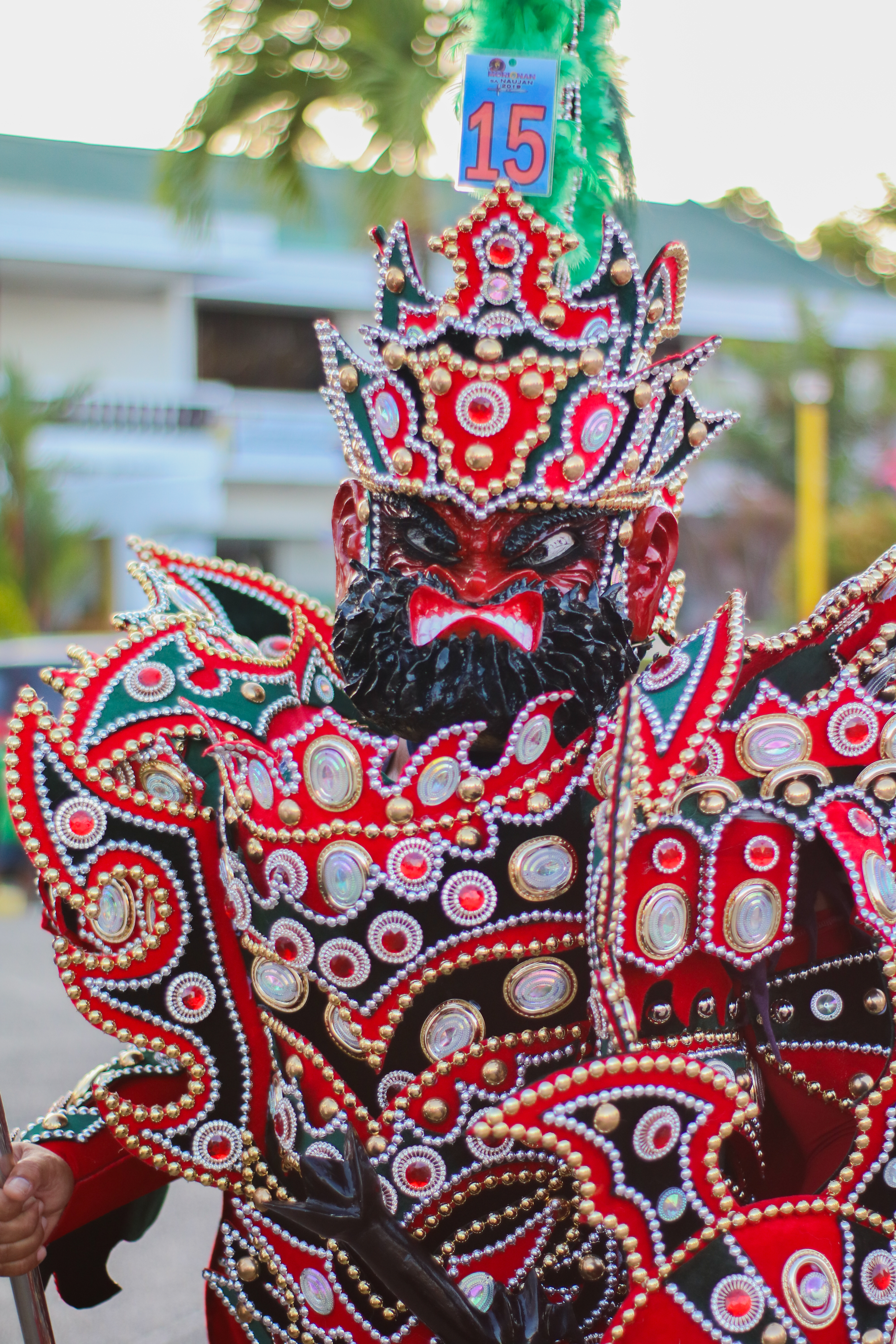
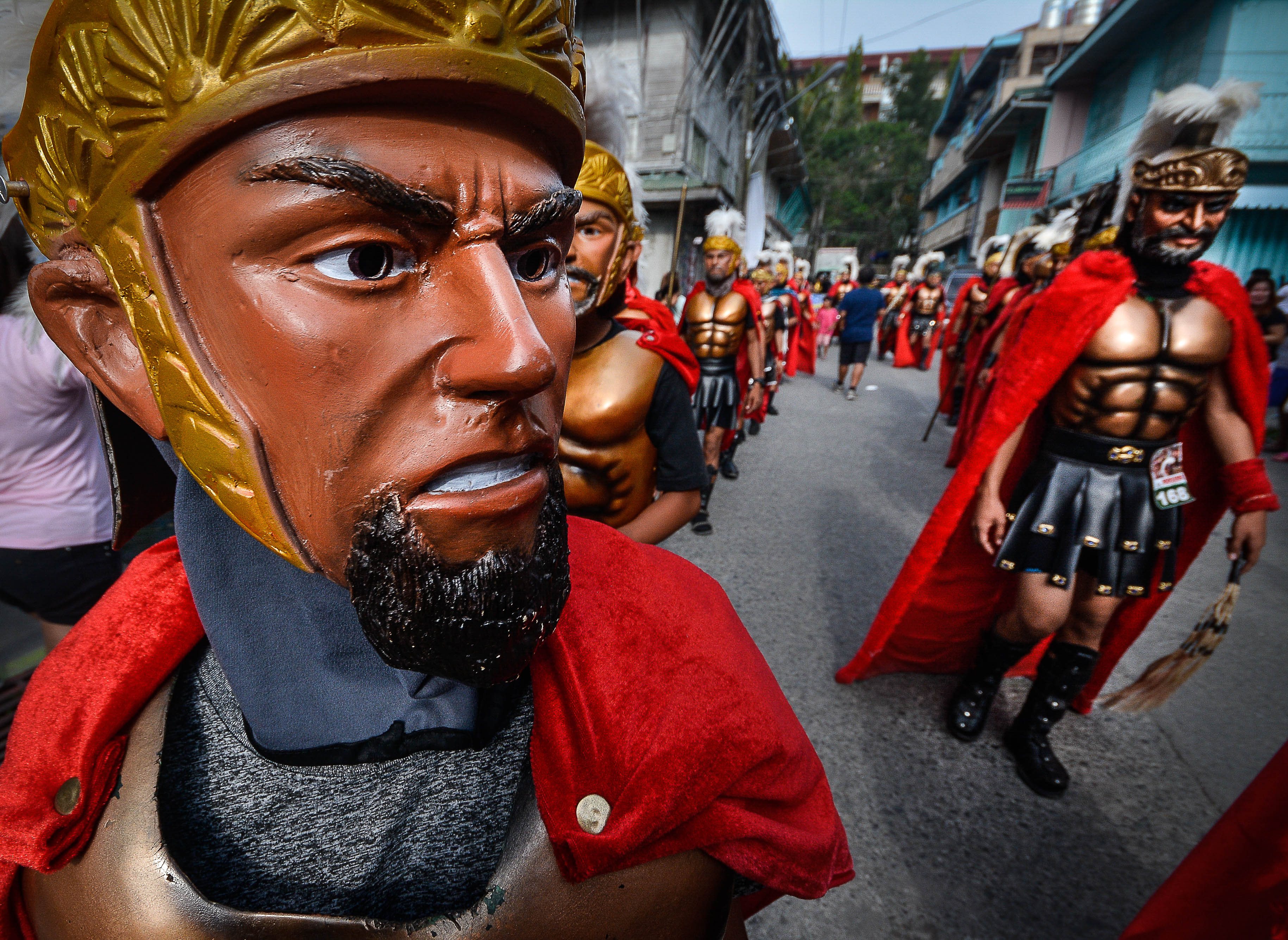